# 예술의전당
예술의전당(藝術의殿堂, Seoul Arts Center)은 서울특별시 서초구 서초동에 위치한 대한민국 최대 규모의 종합 예술 시설이다.

## 역사
1982년 1월 정부는 예술활동의 종합기능을 담당하게 될 예술의전당을 서울시에 건립할 방침을 정하고 부지 선정에 나섰다. 이는 86 아시안게임과 1988년 서울올림픽을 겨냥한 발표이기도 했다. 최초 계획 당시 부지는 서울시청이 이전하기로 했던 강남구(현재 서초구) 서초동 967번지 일원이었으나 (현재 대법원 부지로 사용중) 부지규모가 3만평에 불과하여 예술활동의 총 본산이 되기에는 부적합하다고 판단해 보류했다. 최종 부지는 같은 해 9월 남부순환로와 우면산 사이의 산자락 (면적 :231,000m²)으로 결정, 1984년 11월 14일 국립국악당과 함께 기공식을 가졌다.
예술의전당은 1단계(1984년 ~ 1988년)와 2단계(1988년 ~ 1993년)로 나뉘어 공사가 진행되었는데 1985년 11월에는 기존 58,667평의 부지에서 68,068평으로 부지가 확장되었다. 1988년 2월 1단계 공사인 음악당과 서예관이 완공, 개관했다.
1990년 10월에는 한가람미술관과 서울예술자료관, 1993년 2월 15일 서울오페라극장(현 오페라하우스)이 개관했다.

## 시설 현황

### 음악당
1988년에 전당 소속 건물들 중 가장 먼저 개관하였으며, 국내 최초의 콘서트 전용 공연장인 2523석의 콘서트 홀, 독주회, 실내악 등 소규모 공연이 이루어지는 354석의 리사이틀 홀이 위치해 있다. 오페라 하우스의 오른편과 서울 서예 박물관의 맞은 편에 인접해 있다.
- [[콘서트홀]] (2,523석 규모)
- IBK 챔버홀 (600석 규모)
  - 2010년 1월 예술의전당은 '새로운 시작, 새로운 감동'이라는 모토로 발전계획을 발표하였는데, 이 계획의 일환으로 새로 건립된 공연장이다. 기존 음악당에는 콘서트홀(2,523석)과 리사이트홀(354석)이 위치했는데, 두 공연장의 규모의 차이가 상당히 크기 때문에 중간 사이즈의 공연을 수용하는데 어려움을 겪자 새로 건설하기로 하고 80억원의 건설비중 45억을 기업은행에서 부담하여 공연장 명칭을 'IBK 챔버홀'로 확정하였다. 1년여의 공사기간을 거쳐 2011년 10월 5일 개관하였다.
- 리사이틀 홀 (354석 규모)

### 오페라 하우스
갓 모양을 형상화한 지붕을 가진 원통형 건물로 설계와 건립 당시에는 "축제 극장"이라는 명칭으로 불렸으나 1993년 개관하면서 서울오페라극장(오페라하우스)이 정식 명칭이 되었다. 대규모 오페라, 발레, 뮤지컬 공연 등이 이루어지는 2305석의 오페라 극장, 연극, 소규모 뮤지컬, 오페라 등이 공연되는 [[710]]석의 토월 극장, 소규모 실험 공연이 이루어지는 300~600석 가변식의 자유 소극장이 위치해 있다. 예술의 전당 전체의 중심 축을 이루고 있다.
- 오페라 하우스 (2,305석 규모, 대규모 오페라, 발레 및 뮤지컬 공연)
  - 프로시니엄 아치형 무대로 되어있는 오페라하우스는 1993년 개관했다. 2007년 12월 12일 '라보엠'을 공연하던 중 시인 로돌프 배역을 맡은 테너가 무대에 설치된 벽난로에 던진 성냥불이 무대막(천막)에 옮겨붙어 무대가 전소되 수리비와 리노베이션비용을 합쳐 [[260]]억을 들여 2008년 12월 15일 재개관하였다. 화재로 소실된 무대만 부분 복구해 공연을 재개할 경우 안전사고 위험이 있었기에 전면 리모델링을 진행하였다. 노후한 객석을 교체하고 시야장애석을 없앴으며, 음향반사벽을 설치해 음향 조건을 개선했다.
- CJ 토월 극장 (710석 규모, 연극 및 소규모 뮤지컬, 오페라 공연)
  - 기존의 토월극장을 2011년 8월부터 리모델링 하여 2013년 2월에 CJ토월극장으로 재개관하였다(2층 671석규모 → 3층 1,004석 규모). 리모델링 비용 270억원 중 150억원을 CJ그룹에서 부담하여, 명칭을 'CJ 토월극장'으로 명명하고 CJ에 공연장 비수기 3개월간의 공연장 운영권도 제공하기로 하였다.[1]
- 자유 소극장 (가변 300석 규모, 소규모 실험공연)

### 한가람 미술관
1990년에 개관한 현대 미술 작품 전시 중심의 미술관으로 오페라 하우스의 왼편 날개 부분에 있는 철골과 유리 위주의 건물이다.

### 한가람 디자인 미술관
2002년에 개관한 조형 예술 전문 미술관으로 오페라 하우스의 오른편 날개 부분에 위치하고 있다. 건물 2층과 3층에는 한국문화예술위원회의 산하 기관인 아르코 예술 정보관도 입주해 있다.

### 서울 서예 박물관
1988년에 음악당과 동시 개관한 전시관으로 현재 세계 유일의 서예 작품 전용 전시관이다. 전통 서예 작품 이외에도 현대 서예가들의 실험적인 작품들도 전시되고 있다.

### 그 외 시설
각 공연장과 미술관 사이에 음악 광장과 미술 광장, 계단 광장으로 이름 붙여진 야외 공간이 마련되어 있으며, 2002년에는 오페라 하우스와 서예관 사이의 공간에 세계 음악 분수가 만들어져 관람객들의 휴식처 역할을 하고 있다. 분수 옆에는 짧은 등산로가 있어서 등산객들이 이용하기도 한다.
레스토랑, 카페, 카페테리아, 악기점, 의상 대여점, 레코드점, 예매처, 어린이 놀이방 등도 마련되어 있으며, 전당 소속은 아니지만 한국예술종합학교 음악원·무용원 교사와 국립국악원도 음악당과 서예관 오른편으로 계속 이어져 있어서 교육과 전통예술 공연의 장으로 활용되고 있다.
교육 기관인 예술 아카데미도 음악과 미술, 서예, 세 개 분야로 나뉘어 마련되어 있어서 시민들의 취미 강좌와 감상회, 영재 교육의 장으로 이용되고 있다.
한가람 디자인 미술관 건물에는 한국영상자료원도 입주해 있었으나 2007년 5월에 마포구 상암동으로 이전하면서 폐원되었다. 오페라 하우스와 서예관 사이의 산비탈에 있었던 야외 공연장은 한가람미술관과 한가람디자인미술관 사이의 공간에 '신세계스퀘어 야외무대'로 조성되어, 야외 무료 공연과 기타 행사 및 공연장으로 사용되고 있다.

## 공연 목록

### 오페라 하우스
- 2007.12.6(목)~2007.12.14(금) 오페라 '라 보엠'
- 2007.12.20(목)~2007.12.29(토) 호두까기 인형(화재 취소)
- 2008.1.24(목)~2008.2.13(수) 브라게티쇼(화재 취소)
  - 화재로 인한 공사로 공연 취소 및 중단(2007.12~2008.11)
- 2009.12.29(일)~2009.12.2(수)오페라 '진주 조개 잡이'
- 2009.12.9

### 토월 극장 (現 CJ 토월 극장)
- 2007.12.8(토)~2007.12.30(일) 여름과 연기
- 2008.1.17(목)~2008.1.18(금) 조성희 AHA댄스씨어터 우수 레퍼토리 공연 - 거미줄에 걸린 꽃잎
- 2008.1.26(토)~2008.3.2(일) 뮤지컬 '라디오스타'
- 2008.3.6(목)~2008.3.7(금)ldp무용단 정기 공연
- 2008.3.11(화)~2008.3.12(수) 로미오와 유령 줄리엣
- 2009.12.6(일)~2010.1.2(토) 뮤지컬 '퀴즈쇼'
- 2010.1.16(토)~2010.2.21(일) 뮤지컬 '내 마음의 풍금'
- 2010.2.27(토)~2010.3.20(토) 연극 '이'
- 2010.3.26(금)~2010.3.30(화) 댄스뮤지컬 '15분 23초'
- 2010.4.17(토)~2010.4.17(토) 콘서트 '보고싶은 얼굴'
- 2010.4.27(화)~2010.5.6(목) 발레 '동물의 사육제'

### 리사이틀홀
3개층 400석 규모의 아담한 연주장으로 주로 개인 독주회, 실내악, 컴퓨터 음악 등 음의 잔향보다는 명료도가 필요한 연주회에 적합한 공간으로 실험적인 현대음악 등도 가능하도록 조명과 음향시설을 갖추고 있다.

### 신세계 스퀘어 야외무대
- 2014.5.10(토)~ 5.25(일) 예술의 전당 '동요 콘서트'
- 2014.9.26(금) 대교어린이TV 코러스코리아
- 2015.5.2(토)~ 5.5(화) 예술의 전당 '동요 콘서트'

## 상주 단체
국립 단체인 국립발레단, 국립오페라단, 국립합창단, 국립현대무용단 등과 사설 단체인 코리안 심포니 오케스트라와 서울 예술단이 상주 공연 예술 단체로 활동하고 있다. 그 외에도 한국문화예술위원회, 전국문예회관연합회가 상주 기관으로 등록되어 있다. 음악당 콘서트 홀은 KBS 교향악단, 서울 시립 교향악단, 강남 심포니 오케스트라 등의 정기 연주회 공연장으로도 이용되고 있다.
국립오페라단, 코리안심포니 오케스트라는 2000년.1월 입주

## 사건 및 사고

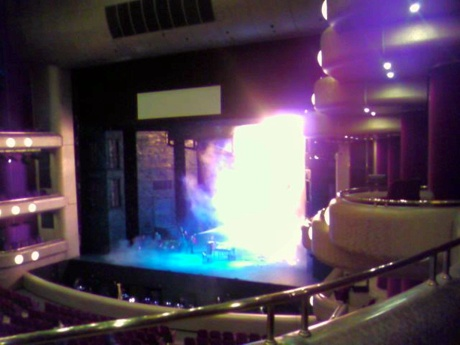
오페라 하우스 화재 당시 사진.

2007년 12월 12일 오페라 하우스에서 라 보엠 공연 도중 화재가 발생해 2천여 명이 대피하는 소동이 있었다. 인명 피해 없이 화재는 진압되었지만, 연기를 들이마신 20여명이 병원으로 옮겨져 치료를 받았다. 이 화재로 무대 시설의 상부 기계는 대부분 불 타 손실이 심했으며, 조명, 음향, 배관선로 등 기술적 파트는 물론, 철골과 벽체 등 외부 구조물도 일부 손상되어 안전 문제가 염려되기 때문에 전면 보수공사를 벌이기로 하였다. 2008년 11월 공사가 끝날 때까지 이 기간 동안 열리는 공연은 모두 취소 및 환불 조치되었다.
2011년 7월 27일 서울 강남 지역에 내린 기록적인 폭우로 인해 사무실과 오페라하우스 등의 시설이 심각한 침수 피해를 입었다.

## 같이 보기
- 교향악축제
- 대전예술의전당
- 의정부예술의전당